# Polyporus septosporus
Polyporus septosporus är en svampart som beskrevs av P.K. Buchanan & Ryvarden 1998. Polyporus septosporus ingår i släktet Polyporus och familjen Polyporaceae.   Inga underarter finns listade i Catalogue of Life.